# Буланчик, Евгений Никитич
Евгений Никитич Буланчик (3 апреля 1922, Горловка, Донецкая губерния — 17 ноября 1995, Киев) — советский спортсмен и тренер; Заслуженный мастер спорта СССР (1955), Заслуженный тренер Украинской ССР (1962), Заслуженный тренер СССР (1968), кандидат педагогических наук (1975). Автор работ на спортивную тематику.

## Биография
Родился 3 апреля 1922 года в городе Горловка Донецкой губернии (ныне — Донецкая область).
Вскоре после окончания Ворошиловградского техникума физкультуры был призван в Красную армию и ушел на фронт Великой Отечественной войны. Гвардии старший сержант. Был ранен, войну окончил в Берлине в составе 120-й гвардейской дивизии; награждён медалью «За отвагу» (30.01.1945) и орденом Отечественной войны II степени (06.11.1985).
«… Во время атаки фашистская пуля прошла насквозь колено Е. Буланчика. Врачи говорили, что нога его никогда не будет сгибаться. А он все-таки стал чемпионом страны и Европы в барьерном беге, заслуженным мастером спорта». (Из книги «Вам, молодым»: Сб./ сост. М. В. Богданова. — М.: Физкультура и спорт, 1988.)
Демобилизовавшись, приехал в Киев. В 1949 году окончил Киевский институт физической культуры, в котором впоследствии работал - с 1974 по 1984 годы был доцентом кафедры легкой атлетики..
В институте занимался бегом. Становился 11-кратным чемпионом, а также многократным рекордсменом и призёром первенств СССР по лёгкой атлетике; был чемпионом Европы в беге на 110 м с барьерами (1954). Тренировался у заслуженного тренера СССР — З. П. Синицкого. Выступал за спортивные общества «Восход» и «Спартак» (Донецк), «Большевик» и «Искра» (Киев).

## Результаты

### Международные соревнования
| Год  | Дистанция | Результат  | Дата                   | Город          | Место |
| ---- | --------- | ---------- | ---------------------- | -------------- | ----- |
| 1946 | 110 м с/б | 16,0       | 8—15 сентября          | Днепропетровск | III   |
| 1947 | 110 м с/б | 15,3       | 29 августа—25 сентября | Москва         | II    |
| 1948 | 400 м     | 49,6       | 5—12 сентября          | Харьков        | I     |
| 1948 | 110 м с/б | 14,4       | 5—12 сентября          | Харьков        | I     |
| 1948 | 4х400 м   | 3.20,8     | 5—12 сентября          | Харьков        | I     |
| 1949 | 110 м с/б | 14,4       | 3—9 сентября           | Москва         | I     |
| 1949 | 200 м с/б | 25,2       | 3—9 сентября           | Москва         | II    |
| 1949 | 400 м с/б | 52,9       | 3—9 сентября           | Москва         | II    |
| 1949 | 4х400 м   | 3.16,4 NR* | 9 сентября             | Москва         | I     |
| 1950 | 110 м с/б | 14,9       | 17—23 сентября         | Киев           | I     |
| 1951 | 110 м с/б | 14,6       | 26 августа—1 сентября  | Минск          | I     |
| 1952 | 110 м с/б | 14,5       | 24—30 августа          | Ленинград      | I     |
| 1952 | 200 м с/б | 23,5       | 24—30 августа          | Ленинград      | II    |
| 1953 | 110 м с/б | 14,5       | 24—25 августа          | Москва         | I     |
| 1954 | 110 м с/б | 14,3       | 17—23 сентября         | Киев           | I     |
| 1955 | 110 м с/б | 14,9       | 13—17 ноября           | Тбилиси        | I     |
| 1956 | 110 м с/б | 14,4       | 5—16 августа           | Москва         | II    |

## Тренер
По окончании выступлений на беговой дорожке Евгений Никитич занялся тренерской деятельностью. Являлся старшим тренером сборных команд Украины (1958—1980) и СССР (1960—1976) в беге на 100 м с барьерами у женщин, а также на 110 и 400 м у мужчин. В числе его воспитанников — Вячеслав Скоморохов, Заслуженный мастер спорта СССР.
Умер 17 ноября 1995 года в Киеве.
Был автором книг «Барьерный бег на 110 м» (1955), «Барьерный бег» (1968), «Круг с барьерами» (1975), «Барьеры известности» (1976). Кавалер ордена «Знак Почёта».

## Награды
- Орден Отечественной войны II степени (06.11.1985)
- Орден «Знак Почёта» (27.04.1957) — «за успехи, достигнутые в деле развития массового физкультурного движения в стране, повышения мастерства советских спортсменов, и успешное выступление на международных соревнованиях»
- медаль «За отвагу» (30.01.1945)